# Назім Аккарі
Назім Аккарі (араб. ناظم عكاري; 1902 — 11 березня 1985) — ліванський політик, прем'єр-міністр Лівану у вересні 1952 року. Очолював уряд у найбільш нестабільний період — момент передачі президентських повноважень між Бішарою ель-Хурі та Камілем Шамуном.

## Прем'єрство
На тлі політичної кризи, що виникла в Лівані внаслідок народних протестів проти балотування чинного президента Бішари ель-Хурі на другий термін, останній доручив Аккарі сформувати кабінет, який мав забезпечити проведення президентських виборів. До складу нового уряду увійшли:
- Назім Аккарі — прем'єр-міністр, міністр закордонних справ, міністр внутрішніх справ, міністр оборони, міністр сільського господарства та міністр інформації;
- Бассіл Трад — міністр економіки, міністр громадських робіт, міністр освіти і міністр охорони здоров'я;
- Мусса Мубарак — міністр юстиції, міністр фінансів, міністр соціальних питань, міністр пошти, телефону і телеграфу.

Кабінет Аккарі виявився вкрай непопулярним, що призвело до загального страйку та відставки уряду. Владу в країні тимчасово взяли військові на чолі з генералом Фуадом Шехабом, який передав повноваження Саїбу Саламу після обрання президентом Каміля Шамуна.